# Семір Туце
Семір Туце (сербохорв. Семир Туце / Semir Tuce, нар. 11 лютого 1964, Мостар) — югославський та боснійський футболіст, який виступав на позиції лівого півзахисника і нападника.

## Біографія
Виступав з 1981 по 1989 роки за мостарський «Вележ», з яким у сезоні 1985/86 виграв Кубок Югославії. Є одним із представником «другого золотого покоління» клубу, який відзначився такими перемогами. Відрізнявся гарним ударом із лівої ноги. За всю свою ігрову кар'єру у 177 іграх чемпіонату Югославії забив 55 голів. У 1986 році був визнаний найкращим футболістом року в Югославії.
У 1989 році переїхав до Швейцарії, де грав за «Люцерн», і виграв з клубом Кубок Швейцарії в 1992 році. Кар'єру завершив через травму у 1995 році.
За молодіжну збірну Югославії до 21 року провів 9 ігор та відзначивсядвома голами. У складі основної збірної зіграв 7 матчів і забив два голи (у тому числі провів гру проти СРСР 29 серпня 1987), ще дві гри за олімпійську команду зіграв 1988 року на олімпіаді в Сеулі в груповому етапі, а югослави тоді з групи не вийшли.

## Досягнення
- Володар Кубка Югославії: 1985/86
- Володар Кубка Швейцарії: 1991/92
- Футболіст року в Югославії: 1986